# 生宝路钟宅
29°53′20.83″N 121°33′33.45″E / 29.8891194°N 121.5592917°E
生宝路钟宅位于浙江省宁波市江北区生宝路10弄3号，是一座近代三合院建筑。建筑主楼二层，面阔三间二弄，穿斗式梁架，带前廊，二层前廊有铁花栏杆，饰有几何纹装饰。2023年9月1日被列入宁波市文物保护单位。